# Шоффлісдорф
Шоффлісдорф (нім. Schöfflisdorf) — громада  в Швейцарії в кантоні Цюрих, округ Дільсдорф.

## Географія
Громада розташована на відстані близько 100 км на північний схід від Берна, 17 км на північний захід від Цюриха.
Шоффлісдорф має площу 4 км², з яких на 11,6% дозволяється будівництво (житлове та будівництво доріг), 42,3% використовуються в сільськогосподарських цілях, 45,8% зайнято лісами, 0,3% не є продуктивними (річки, льодовики або гори).

## Демографія
2019 року в громаді мешкало 1377 осіб (+1,6% порівняно з 2010 роком), іноземців було 15,4%. Густота населення становила 343 осіб/км².
За віковим діапазоном населення розподілялося таким чином: 19,9% — особи молодші 20 років, 59,1% — особи у віці 20—64 років, 21% — особи у віці 65 років та старші. Було 605 помешкань (у середньому 2,3 особи в помешканні).
Із загальної кількості 338 працюючих 15 було зайнятих в первинному секторі, 23 — в обробній промисловості, 300 — в галузі послуг.